# Terra sonâmbula
Terra sonâmbula es una película del año 2007.

## Sinopsis
En Mozambique la guerra civil hace estragos entre la población. En medio del caos reinante, el joven Muidinga sueña con reencontrarse con su familia. Un día encuentra en un cuerpo sin vida un diario que relata la historia de una mujer que busca a su hijo. Convencido de que el niño es él, Muidinga decide ir en su busca. Emprende el camino junto con Tuahir, un viejo insensible siempre dispuesto a contar una historia. Su viaje es una lucha, convirtiéndolos en sonámbulos en un paisaje devastado por la guerra.

## Premios
- International Film Festival of Kerala (India)
- Pune International Film Festival (India)
- Famafest (Portugal)
- Festival Cinema Africano, Asia, América Latina de Milán (Italia)
- Festival Indie Lisboa (Portugal)